# Atletica leggera ai Giochi della XXI Olimpiade - 110 metri ostacoli

Video della Finale

I 110 metri ostacoli hanno fatto parte del programma maschile di atletica leggera ai Giochi della XXI Olimpiade. La competizione si è svolta nei giorni 26-28 luglio 1976 allo Stadio Olimpico (Montréal).

## Presenze ed assenze dei campioni in carica
| Competizione      | Atleta            | Prestazione | Montréal 1976  |
| ----------------- | ----------------- | ----------- | -------------- |
| Monaco 1972       | Rodney Milburn    | 13”24       | Professionista |
| Commonwealth 1974 | Fatwell Kimaiyo   | 13”69       | Kenya assente  |
| Europei 1974      | Guy Drut          | 13”40       | Presente       |
| Asiatici 1974     | Cui Lin           | 14”26       | Cina assente   |
| Panamericani 1975 | Alejandro Casañas | 13”44A      | Presente       |

1. ↑  Per il boicottaggio.
2. ↑  Il francese è anche co-dententore del record mondiale con 13”0 (1975).
3. ↑  Il gigante asiatico non partecipa ai Giochi dal 1952.

Il vincitore dei Trials USA è Charles Foster (13”44 v).

## La gara
Nella seconda delle batterie si ritrovano, casualmente, Willie Davenport, 33 americano, olimpionico del 1968, l'astro nascente Alejandro Casañas di Cuba ed il primatista mondiale, il francese Guy Drut. I tre finiscono nell'ordine. Il sorteggio della semifinale li mette ancora uno contro l'altro. Prevale questa volta Casañas, su Drut e Davenport.

In finale Drut fa una gara perfetta e vince l'oro; secondo il cubano e terzo l'americano.
Willie Davenport può essere contento: quattro anni prima, a Monaco 1972, aveva perso il bronzo per 2 centesimi.

## Risultati

### Turni eliminatori
| 3 Batterie   | 26 luglio | 23 partenti   | Si qualificano i primi 5 + il miglior tempo. |
| 2 Semifinali | 28 luglio | 8 + 8         | Si qualificano i primi 4.                    |
| Finale       | 28 luglio | 8 concorrenti |                                              |

### Finale
| Posizione | Atleta                | Nazionalità      | Tempo |
| --------- | --------------------- | ---------------- | ----- |
|           | Guy Drut              | Francia          | 13"30 |
|           | Alejandro Casañas     | Cuba             | 13"33 |
|           | Willie Davenport      | Stati Uniti      | 13"38 |
| 4         | Charles Foster        | Stati Uniti      | 13"41 |
| 5         | Thomas Munkelt        | Germania Est     | 13"44 |
| 6         | James Owens           | Stati Uniti      | 13"73 |
| 7         | Vyacheslav Kulebyakin | Unione Sovietica | 13"93 |
| 8         | Victor Myasnikov      | Unione Sovietica | 13"94 |